# 允祕
允祕（穆麟德轉寫：yūn bi；1716年7月5日—1773年12月3日），原名胤祕，清朝正蓝旗宗室親王，為康熙帝第二十四子。成年後被兄長雍正帝封為和碩諴親王，歷任鑲白旗蒙古都統、正白旗滿洲都統、鑲黃旗滿洲都統等官職。

## 生平
康熙五十五年（1716年）五月十六日出生，生母為漢姓民人穆嬪陳氏。
雍正十一年（1733年）正月，雍正帝諭曰：「朕幼弟允祕，秉心忠厚，賦性和平，素為皇考所鍾愛。數年以來，在宮中讀書，學識亦漸增長，朕心嘉悅，封為諴親王。」
乾隆三十八年（1773年）十月二十日，胤祕病逝，終年五十八岁，谥号恪。由長子弘暢襲爵，遞降為諴郡王。

## 家庭

### 妻妾
中國第一歷史檔案館有藏乾隆三十九年二月十一日《為封貝子弘旿養母為諴恪親王側福晉事》，未知為何人。
- 嫡福晉烏雅氏，內大臣兼尚書海芳之女，副都御史兼內務府總管多畢之曾孫女，即聖祖孝恭仁皇后族侄之女。雍正十年二月初十日，宮殿監督領侍總管陳福等傳旨：「將內大臣海望的女兒，指給咸福宮的阿哥。其娶親之日，以本年下半年為佳。」又以郡王之例給嫡福晉的娘家準備恩賞，如配雕鞍的馬一匹、金十兩、銀七百兩等。
- 側福晉鈕祜祿氏，保平之女。
- 側福晉殷氏，殷大成之女。乾隆三十九年二月，禮部為貝子弘旿之生母封為諴恪親王側福晉，抄錄宗人府清字原文之事致總管內務府。
- 庶福晉陳氏，陳有賢之女。
- 妾王氏，王連之女。

### 子嗣
- 諴密郡王弘暢
- 奉恩將軍弘旿
- 不入八分輔國公品級弘康
- 已革三等輔國將軍弘超

### 女兒
- 第七女和硕格格，乾隆十年九月二十八日午時生，生母為海望之女嫡福晉烏雅氏。乾隆二十四年（1759年）十二月下嫁納遜特古斯，婚後夫妻感情因額駙生活極為放蕩而不睦，與婆媳關係亦不和。乾隆三十五年，格格致信其父諴親王，告稱額駙派其子之乳母賽哈賴送給她一些食物，她把食物賞賜給房內的使女五人，怎料其中一人斃命。高宗並不相信額駙膽敢謀害格格，試圖引導查案的大臣做出格格錯誤指控額駙的結論，害怕將來扎薩克子弟不敢娶諸王之格格，僅以額駙為承襲其父札薩克爵位而謀毒其親兄吹扎布之事，將其處以死刑。中國第一歷史檔案館有藏乾隆三十六年四月初四日《為額駙納遜特古斯謀毒格格已被正法格格亦有罪著住俸交諴親王教養事》。

## 延伸阅读
[在维基数据编辑]
 《清史稿/卷220》，出自趙爾巽《清史稿》

## 影視形象
- 王陽-上書房（2008年）